# Bertreville-Saint-Ouen
Bertreville-Saint-Ouen – miejscowość i gmina we Francji, w regionie Normandia, w departamencie Sekwana Nadmorska.
Według danych na rok 1990 gminę zamieszkiwało 315 osób, a gęstość zaludnienia wynosiła 47 osób/km² (wśród 1421 gmin Górnej Normandii Bertreville-Saint-Ouen plasuje się na 598. miejscu pod względem liczby ludności, natomiast pod względem powierzchni na miejscu 555.).